# Rétság
Rétság (szlovákul: Rečág vagy Retšág) kisváros Nógrád vármegyében a Rétsági járás székhelye. A megye legkisebb közigazgatási területű és lélekszámú városa.

## Fekvése
Budapesttől 55, Balassagyarmattól 25 kilométerre található, a Börzsöny és a Cserhát határán elhelyezkedő Nógrádi-medencében. Ez az adottság határozza meg a környék jellegét is.
A szomszédos települések: észak felől Borsosberény, kelet felől Bánk, délkelet felől Felsőpetény, dél felől Nőtincs, nyugat felől Tolmács, északnyugat felől pedig Diósjenő.

### Megközelítése
A kisvároson áthalad a 2-es főút (nemzetközi útszámozás szerint E77-es út), ezen érhető el Budapest és Szlovákia irányából is; északi határszélén ágazik ki az előbbiből a Balassagyarmaton át Salgótarján térségéig vezető 22-es főút.
Nyugati szomszédjára, Tolmácsra a 12 121-es út vezet a délnyugati határszélétől, Nézsa-Nógrádsáp-Galgaguta térségével pedig a 2115-ös út köti össze. Pusztaszántó nevű, külterületi településrésze a 21 164-es úton érhető el, a 2-es főútról letérve.
Vasúton 2007. március 4. óta nem közelíthető meg, mivel a Diósjenő–Romhány vonalon a személyforgalom megszűnt.

## Története
Rétságot 1393-ban a Losonczy család birtokában találjuk, neve ekkor Réthi Saagh. A településnek már a török hódoltság korában is volt temploma, erről Dwornikovich püspök jelentésében azt olvashatjuk: állapota rossz, de kijavítható; a prédikátor kálvinista, a Vattay földesúr házában lakik.
A török megszállás a 16. század közepén következett be 1562–63-ban Mehemed Daud hűbérbirtoka volt a település, majd 1566–67-ben Husszein budai basa livájából való török kapta meg.
1579-ben 20 adóköteles házat írtak össze. 1583–1584-ben birtokosa Boszna Hasszán, ekkor azonban elnéptelenedett, és még 1633–34-ben is csak 3 adóköteles házat írtak össze. 1656-ban Lónyay Gábor volt itt birtokos. 1715-ben két magyar, három tót, 1720-ban öt magyar telket említenek. Temploma és iskolája 1726-ban épült.
1770-ben Sréter Pál és családja birtokolta. 1910-ben özvegy gróf Benyovszky Béláné, Rosenbach Sándor és Herzfeld Frigyes tulajdonában volt. A településhez tartozó Pusztaszántót 1299-ben említik először. 1460-ban önálló községek sorában szerepelt, amely azonban a török idő alatt elpusztult. Lakóinak száma 1828-ban 167, 1871-ben 217 fő. Kastélya a 19. század első felében épült, klasszicista stílusban.
A település egykoron katonaváros volt. A helyőrségi laktanya 1936-ban létesült. Több katonai alakulat állomásozott Rétságon. Az utolsó a MH 31. Hunyadi János Gépesített Lövészdandár volt, amelyet 1997-ben megszüntettek, és a kaszárnyát bezárták.

## Közélete

### Polgármesterei
- 1990–1994: Bánszky György (KDNP)[6]
- 1994–1998: Gresina István (MSZP)[7]
- 1998–2002: Gresina István (független)[8]
- 2002–2006: Mezőfi Zoltán János (független)[9]
- 2006–2010: Mezőfi Zoltán János (független)[10]
- 2010–2014: Mezőfi Zoltán János (Fidesz-KDNP)[11]
- 2014–2019: Hegedűs Ferenc (Fidesz-KDNP)[12]
- 2019–2024: Mezőfi Zoltán (független)[13]

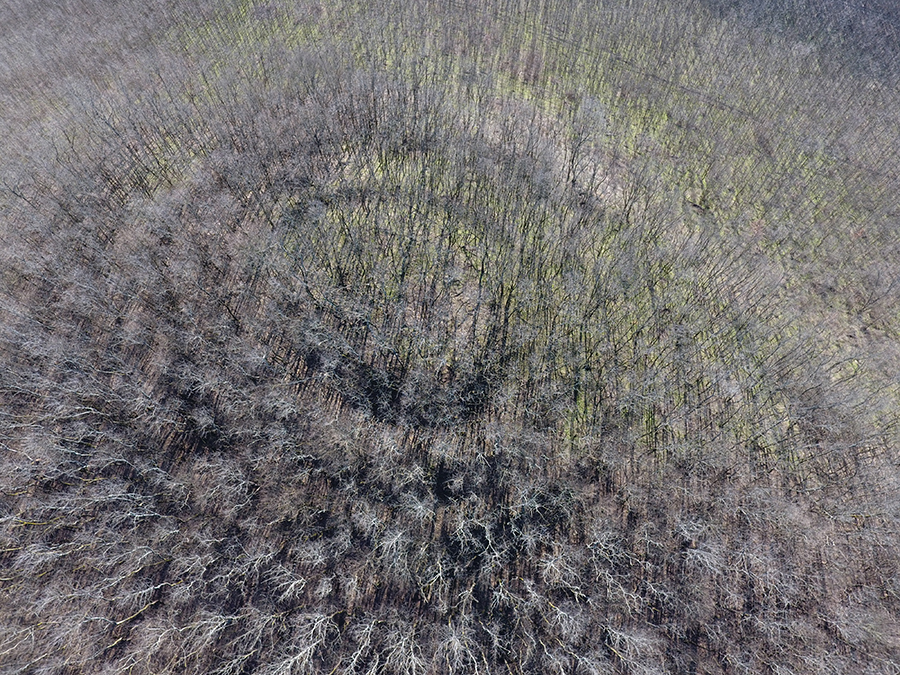
Jásztelek

- 2024– : Mezőfi Zoltán (független)[1]

## Népessége
A település népességének változása:
| Lakosok száma | 2777 | 2756 | 2705 | 2606 | 2679 | 2635 |
|               | 2013 | 2014 | 2018 | 2022 | 2023 | 2024 |

2001-ben a város lakosságának 98%-a magyar, 2%-a cigány nemzetiségűnek vallotta magát.
A 2011-es népszámlálás során a lakosok 85,3%-a magyarnak, 3,3% cigánynak, 1,6% szlováknak, 0,7% németnek mondta magát (14,7% nem nyilatkozott; a kettős identitások miatt a végösszeg nagyobb lehet 100%-nál). A vallási megoszlás a következő volt: római katolikus 47,1%, evangélikus 6,3%, református 3,3%, görögkatolikus 0,2%, felekezeten kívüli 12,5% (29,1% nem nyilatkozott).
2022-ben a lakosság 91%-a vallotta magát magyarnak, 2% szlováknak, 1,8% cigánynak, 0,8% németnek, 0,1-0,1% románnak, ruszinnak, ukránnak és szerbnek, 2,8% egyéb, nem hazai nemzetiségűnek (9% nem nyilatkozott; a kettős identitások miatt a végösszeg nagyobb lehet 100%-nál). Vallásuk szerint 37,6% volt római katolikus, 4,8% evangélikus, 3,1% református, 0,5% görög katolikus, 1,1% egyéb keresztény, 1,2% egyéb katolikus, 12,3% felekezeten kívüli (39,2% nem válaszolt).

## Látnivalók
- Kovács-kúria a pusztaszántói városrészben
- Evangélikus harangláb
- Római katolikus templom
- A honfoglalás millecentenáriumára állított kopjafa (a templom melletti parkban)
- Szabadság-szobor (az iskolával szembeni szökőkutas parkban)
- A világ első köztéri szárnyas oltára: Mindszenty–Pallavicini-emlékmű, Mindszenty József bíboros és Pálinkás-Pallavicini Antal életnagyságúnál nagyobb bronzszobrával, mely a Börzsönyi út végén található

## Képgaléria

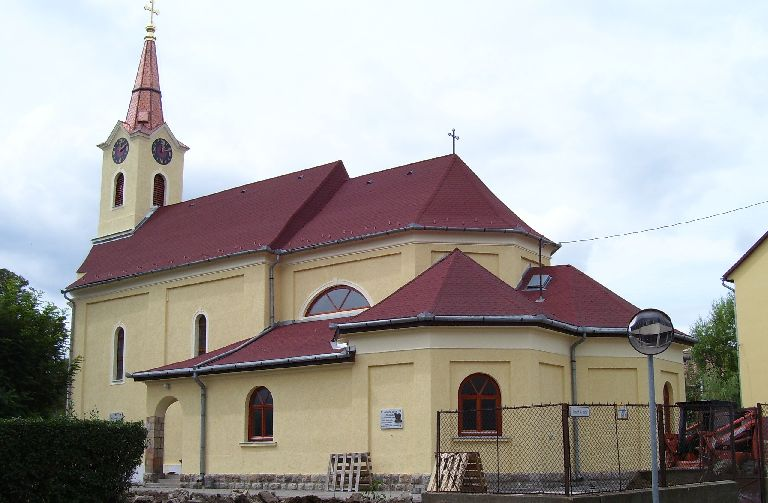
Szent András-templom
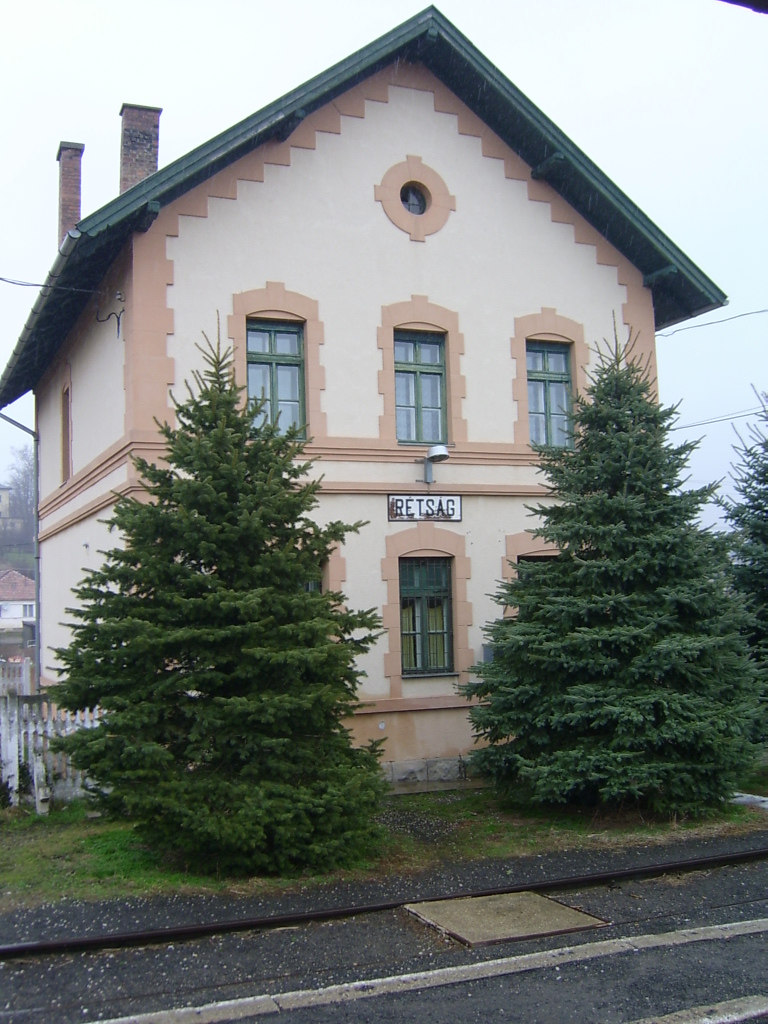
A vasútállomás a vágányok felől
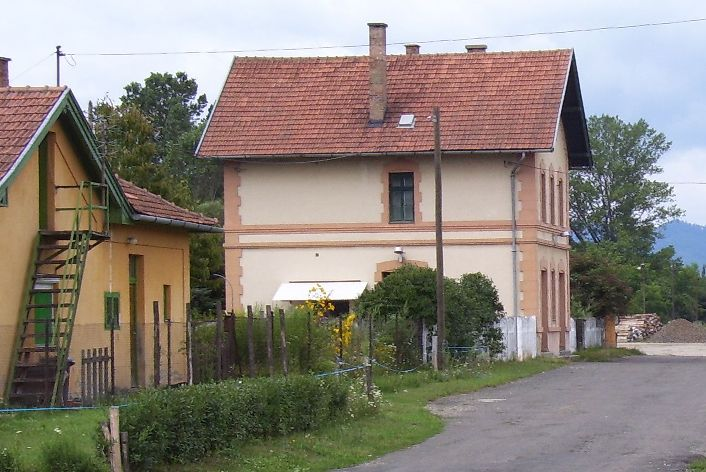
Vasútállomás
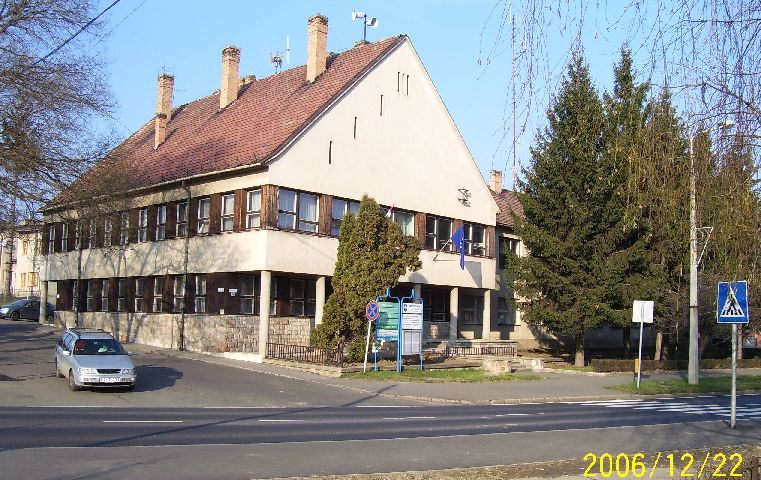
Városháza
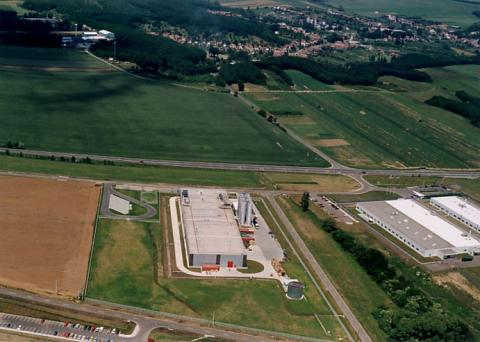
Ipari park
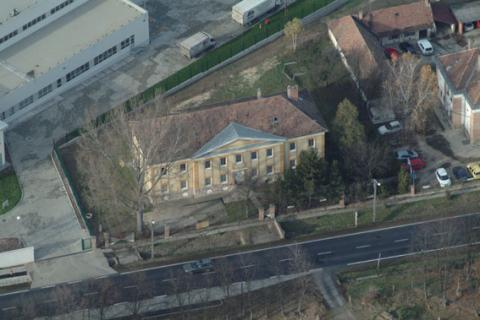
Egykori pénzügyőr laktanya
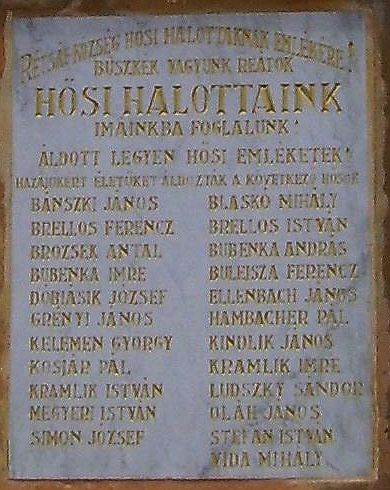
Első világháborús emlékoszlop felirata
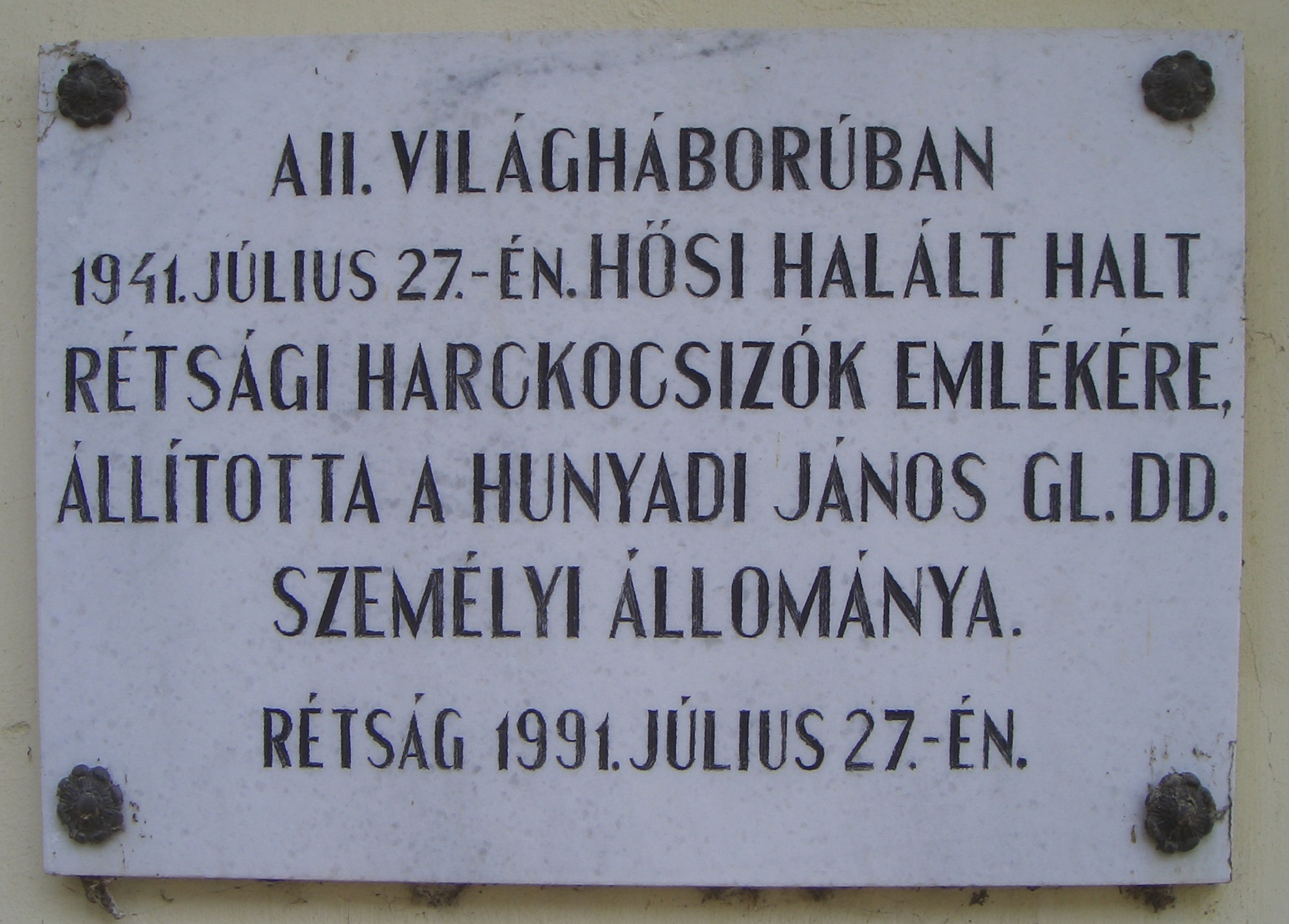
A második világháborúban elesett rétsági harckocsizók emléktáblája
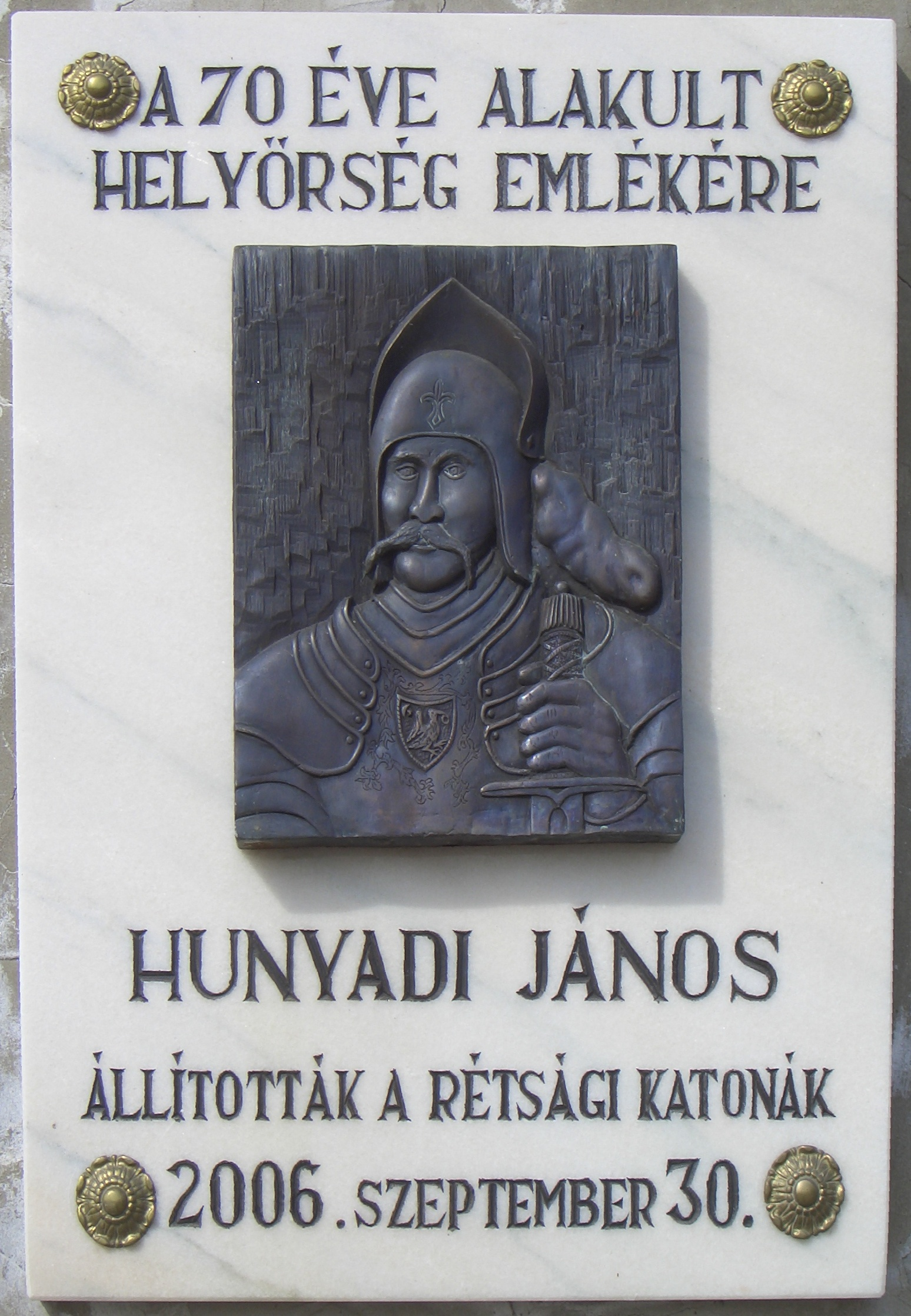
A felszámolt rétsági honvéd helyőrség emléktáblája
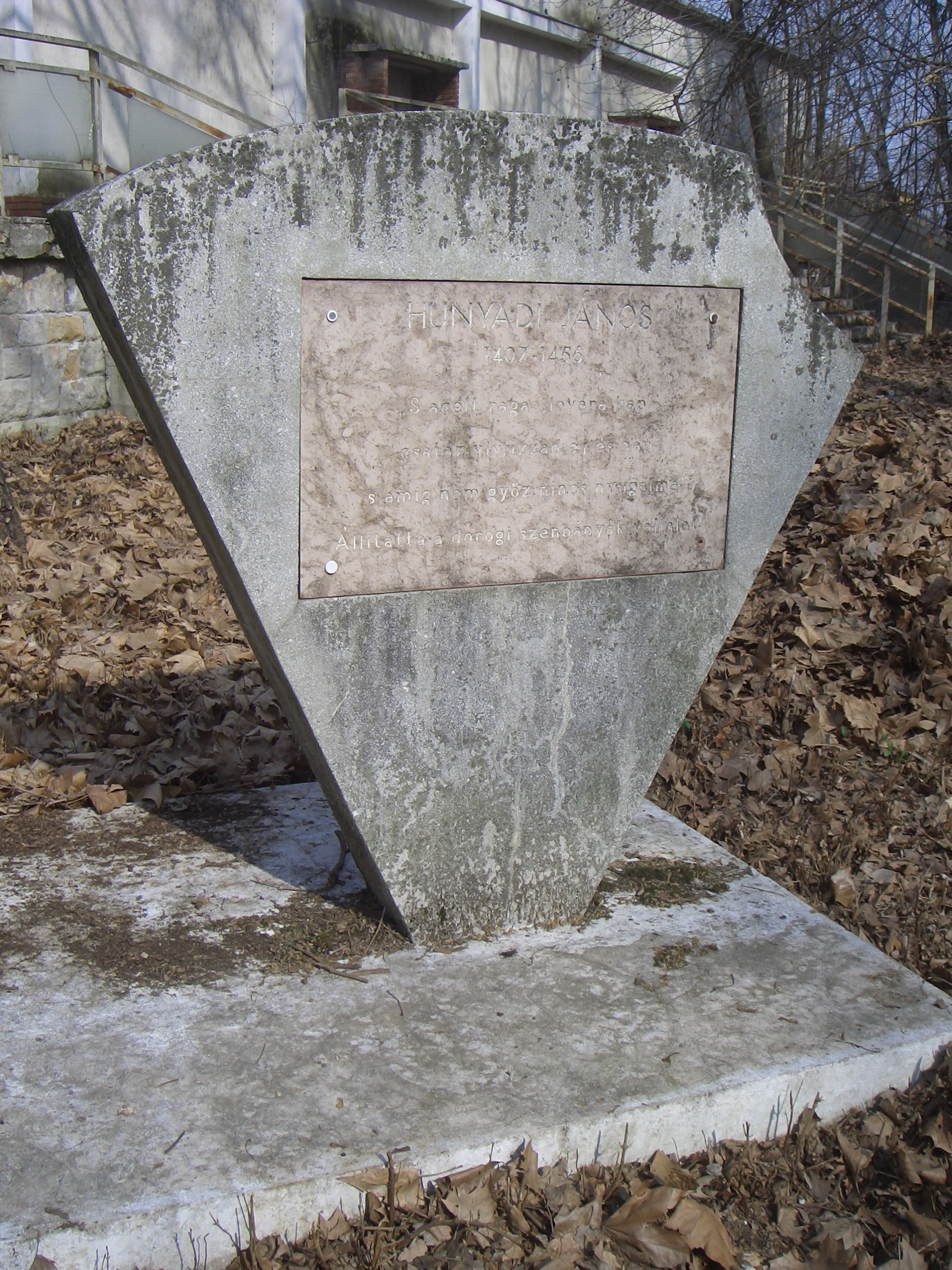
Hunyadi János emléktáblája a régi laktanyában
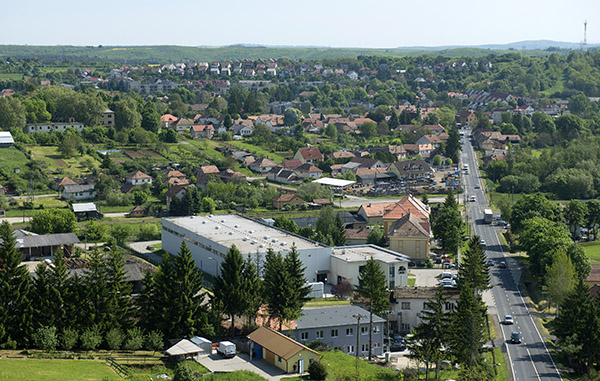
Rétság látképe madártávlatból
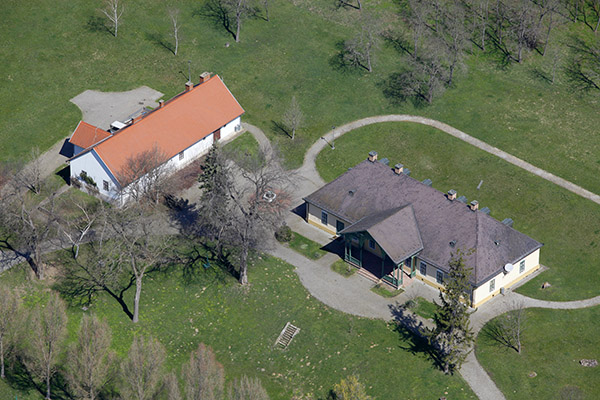
A Kovács-kúria fényképe a levegőből